# US Mantovana
US Mantovana (wł. Unione Sportiva Mantovana) – włoski klub piłkarski, mający siedzibę w mieście Mantua, w północnej części kraju, działający w latach 1921–1922 i 1946–1981.

## Historia
Chronologia nazw:
- 1921: US Mantovana
- 1922: klub rozwiązano
- 1946: GS Libertas Mantova
- 1948: GS Virtus Mantova
- 1952: US Mantovana
- 1981: klub rozwiązano

Klub sportowy US Mantovana został założony w miejscowości Mantua w 1921 roku. W sezonie 1921/22 zespół startował w rozgrywkach Prima Categoria. Inny miejski klub  AC Mantova przeniósł się do federacji C.C.I. i brał udział w mistrzostwach Prima Divisione. Debiut w najwyższej klasie rozgrywkowej był nieudanym, w eliminacjach Sezione Emiliana, zajął ostatnie trzecie miejsce i potem był zmuszony grać baraż o utrzymanie w Prima Categoria. Po dwóch meczach (2:3 na wyjeździe i 9:2 u siebie) był remis, ale w decydującym trzecim meczu przegrał 1:2 w czasie dodatkowym z Reggiana i spadł do drugiej ligi. Jednak po zakończeniu sezonu 1921/22 klub został rozwiązany.
W 1946 roku w zaludnionej dzielnicy Fiera-Catena klub został odrodzony jako grupa sportowa Libertas. Dwa lata później, w 1948 roku klub zmienił nazwę na Virtus. Klub dołączył do CSI i innych organizacji. Dzięki nowej nazwie zdobył pierwszy tytuł mistrza prowincji w piłce nożnej w kategorii chłopców (1948/1949). Po czterech latach intensywnej i pełnej sukcesów aktywności piłkarskiej klub został jednym z współzałożycieli miejskiej unii sportowej o nazwie Unione Sportiva Mantovana. Był to klub multisportowy: oprócz piłki nożnej uprawiano wiele sportów w różnych okresach, takich jak lekkoatletyka, pływanie, tenis, tenis stołowy, narciarstwo, koszykówka i siatkówka (mężczyźni i kobiety). Wielosportowe konotacje zakończyły się w 1977 roku, kiedy ostatnia kobieca drużyna siatkarska zostawiła miejsce tylko dla piłki nożnej.
W 1978 roku klub ostatecznie dołączył do FIGC Lega Dilettanti i startował w mistrzostwach Terza Categoria Emiliana (D9). W 1981 roku klub skierował swój rozwój na młodzieżową piłkę nożną, i po fuzji z klubem U.S. Junior Mantova (założonym w 1975 roku), został rozwiązany.

## Barwy klubowe, strój
|  |  |

Klub ma barwy biało-czerwone. Zawodnicy domowe spotkania zazwyczaj grali w czerwonych koszulkach, białych spodenkach oraz białych getrach.

## Sukcesy

### Trofea międzynarodowe
Nie uczestniczył w rozgrywkach europejskich (stan na 31-05-2020).

### Trofea krajowe
| \| \| Zdobyte trofea w rozgrywkach Włoch (stan na: 31-08-2020) \| |                                                          |      |                      |
| Rozgrywki                                                         | Osiągnięcie                                              | Razy | Sezon(y)             |
| · Mistrzostwo                                                     | I miejsce                                                | 0    |                      |
| · Mistrzostwo                                                     | II miejsce                                               | 0    |                      |
| · Mistrzostwo                                                     | III miejsce                                              | 1    | 1921/22 (Emiliana A) |
| · Puchar                                                          | zdobywca                                                 | 0    |                      |
| · Puchar                                                          | finalista                                                | 0    |                      |
| II liga                                                           | I miejsce                                                | 0    |                      |
| II liga                                                           | II miejsce                                               | 0    |                      |
| II liga                                                           | III miejsce                                              | 0    |                      |
| Włochy                                                            | Zdobyte trofea w rozgrywkach Włoch (stan na: 31-08-2020) |      |                      |

## Poszczególne sezony

### Rozgrywki międzynarodowe

#### Europejskie puchary
Nie uczestniczył w rozgrywkach europejskich.

### Rozgrywki krajowe
| \| Włochy \| Bilans występów klubu w rozgrywkach piłkarskich Włoch (Stan na 31 sierpnia 2020 r.) \| \| |                                                                                     |        |       |   |   |   |    |    |     |         |        |        |      |
| Poziom                                                                                                 | Rozgrywki                                                                           | Sezony | Mecze | Z | R | P | B+ | B– | Pkt | Lata    | Awanse | Spadki | Naj. |
| I | Prima Categoria                                                                     | 1      |       |   |   |   |    |    |     | 1921/22 | 0      | 1      | 3    |
| II | Promozione                                                                          | 0      |       |   |   |   |    |    |     |         | 1      | 0      |      |
| | Puchar Włoch                                                                        | 0      |       |   |   |   |    |    |     |         | 0      | 0      |      |
| Włochy                                                                                                 | Bilans występów klubu w rozgrywkach piłkarskich Włoch (Stan na 31 sierpnia 2020 r.) |        |       |   |   |   |    |    |     |         |        |        |      |

## Struktura klubu

### Stadion
Klub piłkarski rozgrywał swoje mecze domowe na Campo Sportivo w Mantui.

### Derby
- Reggiana